# Souéloum Diagho
Souéloum Diagho est un poète et calligraphe touareg,malien, né à Tessalit dans l’Adrar des Ifoghas.

## Biographie
Sa mère est Peul et son père Touareg.
Il est l’auteur et l’éditeur d’un livre paru en 2001, intitulé Poésies touareg : Le Chant des saisons, qui est en fait la somme de 175 poèmes.

## Œuvres
- Diagho Souéloum, Poésies touareg : Le Chant des saisons, Auteur, 2001, 112 p..
- Diagho Souéloum, La porte dorée d'émail du soleil : poésies touareg, Paris, les Éd. Praelego, 2012, 119 p. (ISBN 978-2-8131-0221-8).
- Chatelier Patrick et Diagho Souéloum, Grain de sable, Pau, Cacimb, 2008, 138 p. (ISBN 978-2-916055-19-0).